# خريسوبولي
كريسوبولي (Χρυσούπολη) هي مدينة في كافالا في مقاطعة فوريا إلادا في اليونان.

## توأمة
لخريسوبولي اتفاقيات توأمة مع:
- ياغودينا